# Eleanor Coleman
Eleanor Coleman (épouse Dilweg) née le 10 mars 1905 à Chicago et mort le 2 octobre 1978 à Green Bay est une nageuse américaine, spécialiste de brasse ayant participé aux Jeux olympiques d'été de 1924 à Paris.
Elle fut détentrice d'un record du monde en brasse, peut-être le record du monde du 100 mètres brasse en 1922.
Membre de l'équipe américaine aux Jeux olympiques d'été de 1924 à Paris, elle est engagée sur le 200 mètres brasse. Elle réalise 3 min 39 s 2 et termine 3e de sa série. Elle n'est pas qualifiée pour la finale,.
Devenue journaliste sportive, elle rencontre le joueur de football LaVern Dilweg (en) qu'elle épouse en 1927. Il devient plus tard élu du Wisconsin à la Chambre des représentants des États-Unis.